# Le Molay-Littry
Le Molay-Littry är en kommun i departementet Calvados i regionen Normandie i norra Frankrike. Kommunen ligger i kantonen Balleroy som ligger i arrondissementet Bayeux. År 2022 hade Le Molay-Littry 3 092 invånare.

## Befolkningsutveckling
Antalet invånare i kommunen Le Molay-Littry
Referens:INSEE